# 大韓佛教總和宗
大韓佛教總和宗（韓語：대한불교 총화종）是1969年 12月30日於首尔钟路区蓮池洞40，由崔得淵（韓語：최득연）師父所創始，屬於元曉思想的韓國佛教派別之一。
以释迦牟尼佛為本尊，元曉大師為創始祖，所依的經典為《金剛般若經》。 六和精神為其宗旨，明心見性廣度眾生為目的。
宗團事務目前是由卞雲浩（韓語：변운호）宗正與李章鎬總務院長來領導。

## 脚注
1. ↑  종교·철학 > 한국의 종교 > 한국의 불교 > 한국불교의 종파 > 대한불교화엄종[永久], 《글로벌 세계 대백과사전》